# Melanotrichia chichupala
Melanotrichia chichupala är en nattsländeart som beskrevs av Schmid 1982. Melanotrichia chichupala ingår i släktet Melanotrichia och familjen Xiphocentronidae. Inga underarter finns listade i Catalogue of Life.